# チロル城

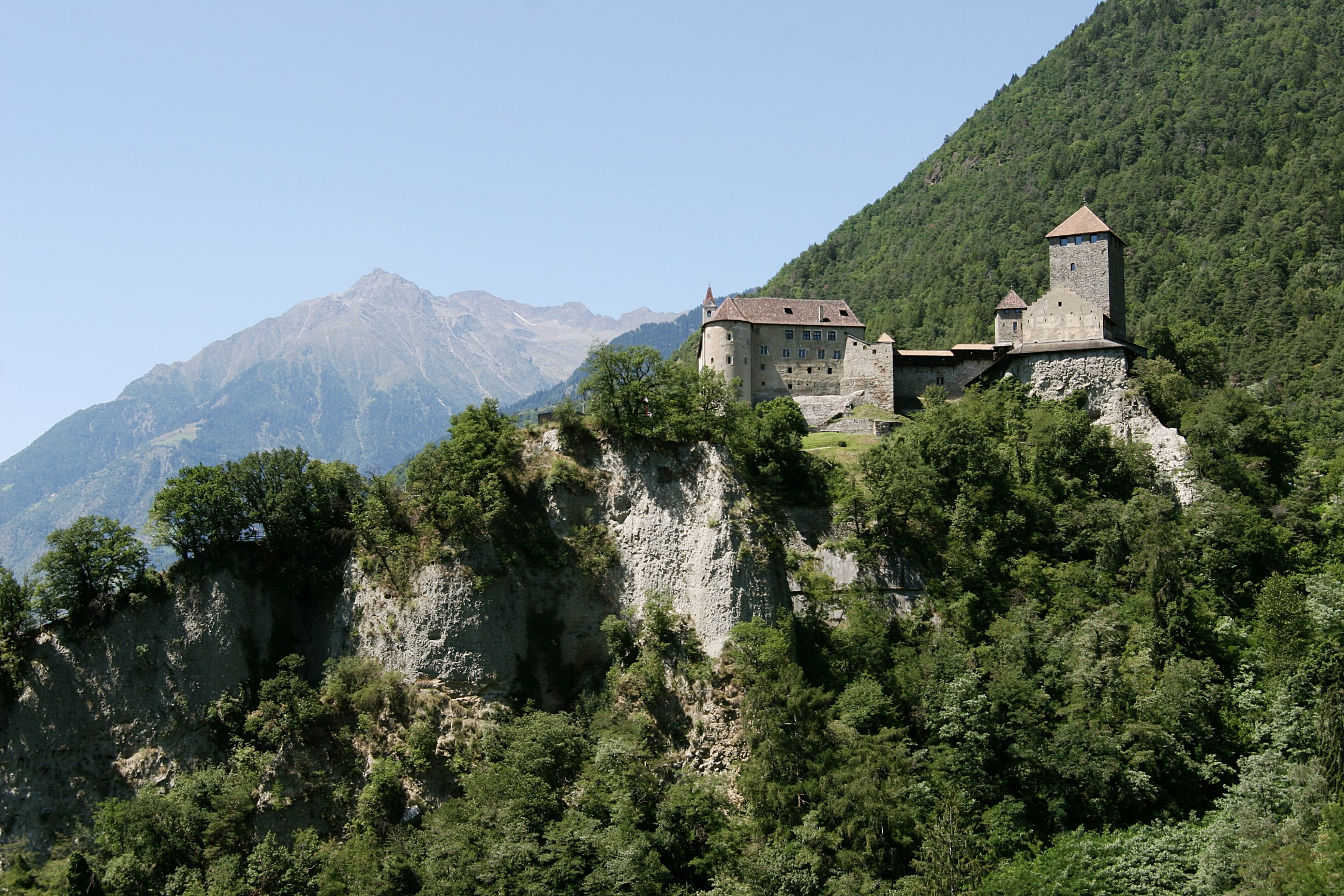

チロル城（チロルじょう、イタリア語: Castel Tirolo, ドイツ語: Schloss Tirol）は、イタリア・ボルツァーノ県（南チロル）のティローロ（ティロール、チロル）というコムーネにある城。自治体はブルグラヴィヤート 地方メラーノ（メラン）に属する。
チロル伯はこの地から勢力を拡大し、現在のイタリアとオーストリアにまたがるチロル伯領（英語）という一国を築いた（その領域がチロル地方の名で呼ばれる）。15世紀になって交通の便がよいインスブルックに政治の中心が移動するまでは、チロル城は国主の居城であった。2003年、この城に南チロル歴史博物館が設置された。

## 歴史
城のある小高い丘には発掘により先史時代から人が住み、キリスト教伝来のかなり早い時期の遺構もある。中世の墓地も見つかった。最初の城塞が建てられたのは1100年よりも前である。その後1139年から1140年に増築されたと記録に残っている。城の塔（天守）もこの時代のものであった。13世紀に再度、ケルンテン公マインハルトの時代に増改築を加え、公爵の孫マルガレーテ・フォン・ティロル公女は、ルクセンブルク家のルートヴィヒ4世に攻められてこの城に籠城した。1420年、ハプスブルク家のフリードリヒ4世 (オーストリア公)はブレンナー峠の北、インスブルックに移ってから代々の統治者がこの城を顧みることはなくなった。
近代を経て19世紀に入るとあちこちが崩れて険しい谷底に落ち、石材を取るために売却までされて荒廃の進んだ城を修繕、ネオゴシック様式で改築したのが建築家フリードリヒ・フォン・シュミットであり、このとき城の塔（天守）も高くなった（1904年）。
また、美術史の観点から見ると城の礼拝堂内のフレスコ画が特に関心を引くものである。ロマネスク様式の門は2つあり、大理石の彫刻で伝説の生き物や歴史的な主題を表し、幾何学的な装飾と組み合わせてある。
城は1980年代の初頭から資料館に転用して公開が始まり、2003年には南チロル歴史博物館（ウィキデータ）として開館した。城に隣接する猛禽類の飼育施設では、鷹狩の訓練を行う。

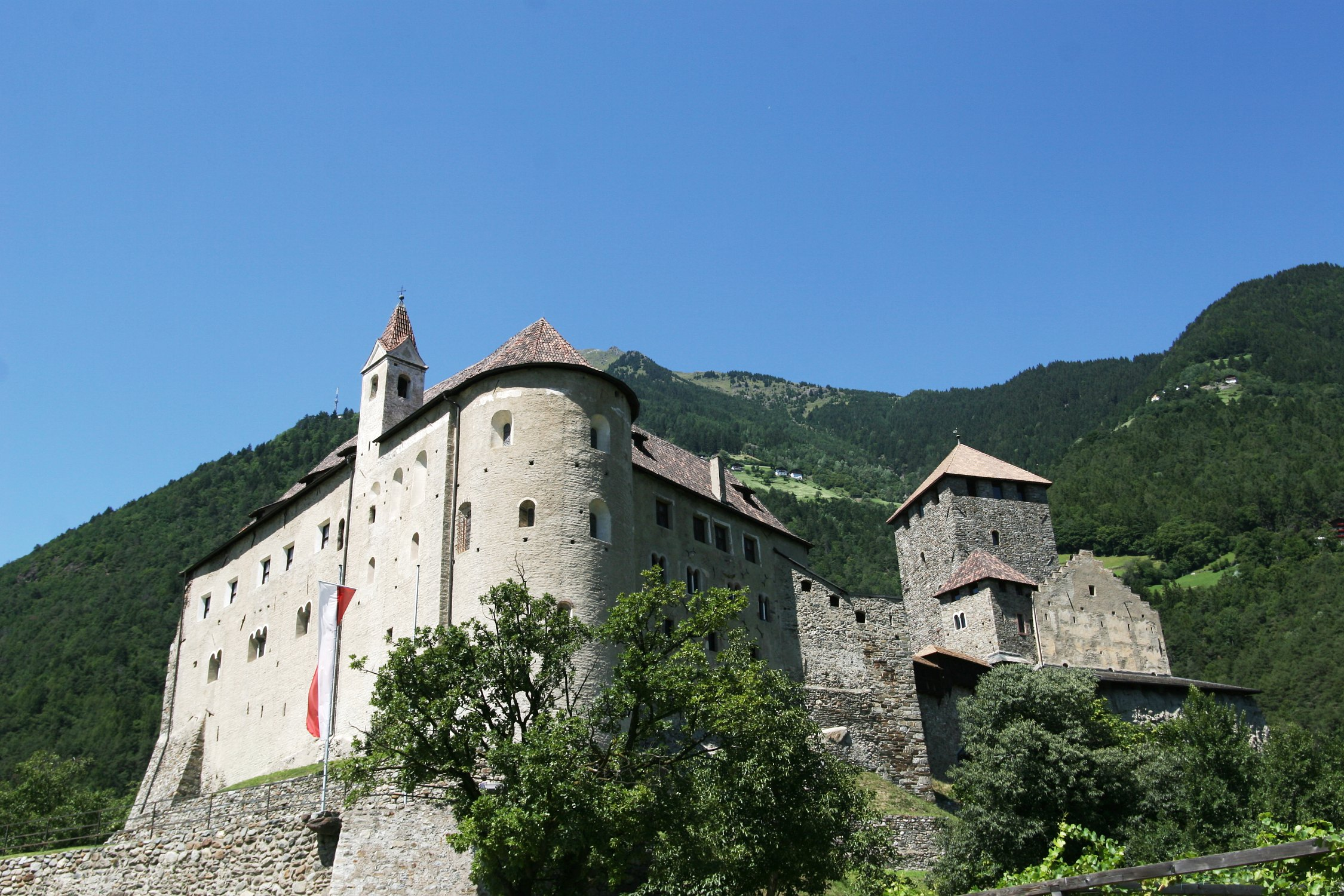
外観
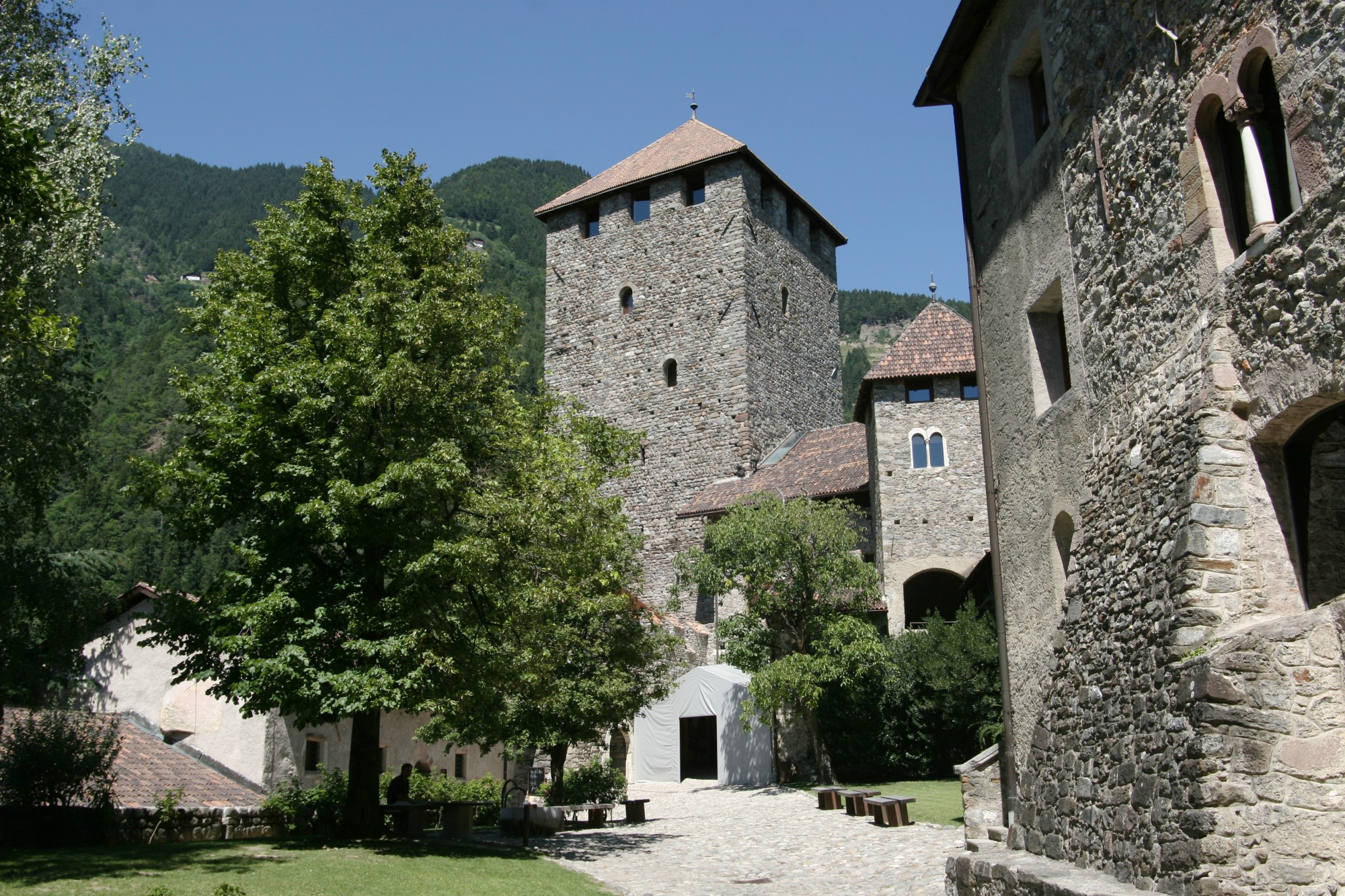
中庭
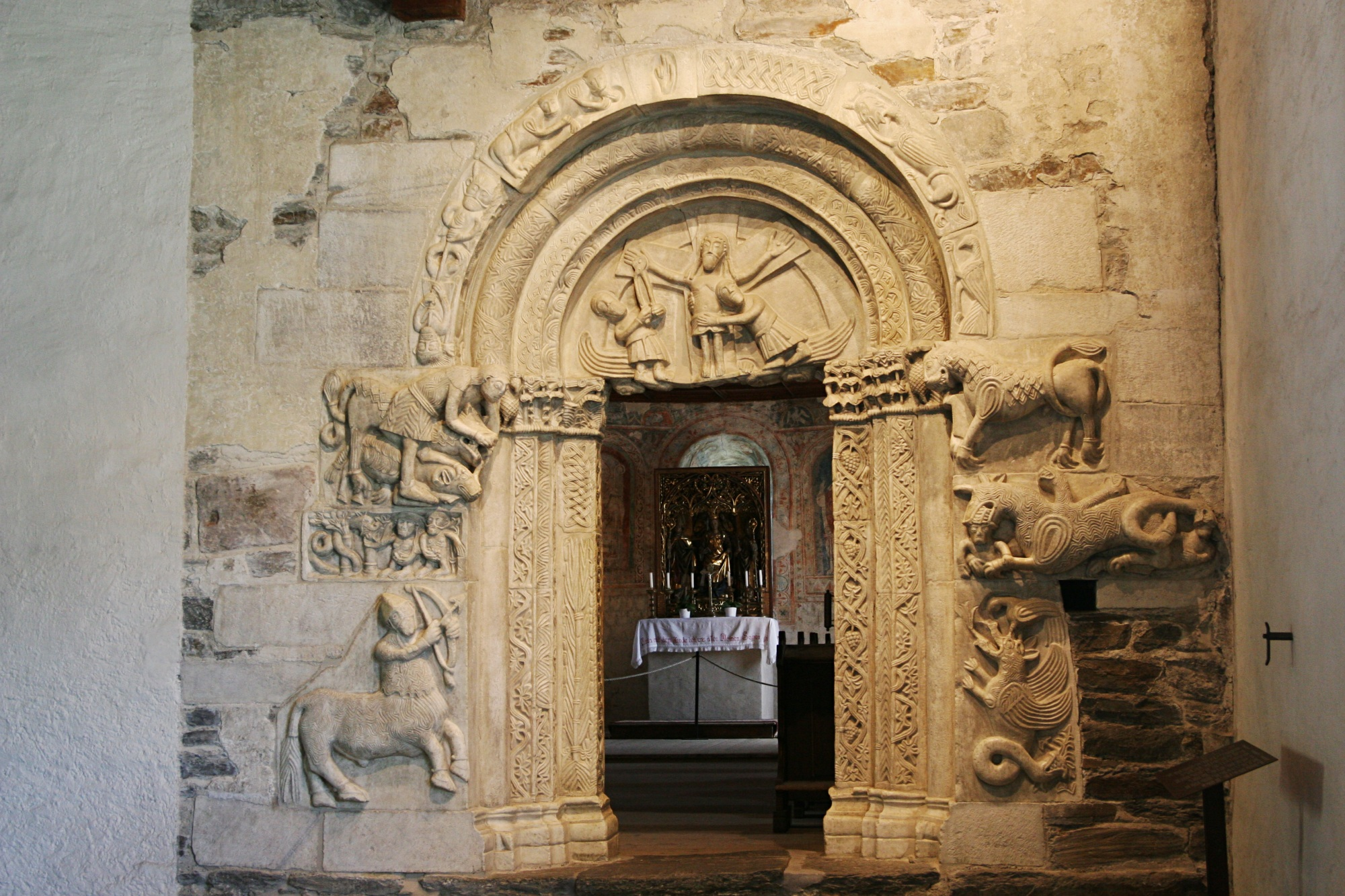
礼拝堂の門はロマネスク様式
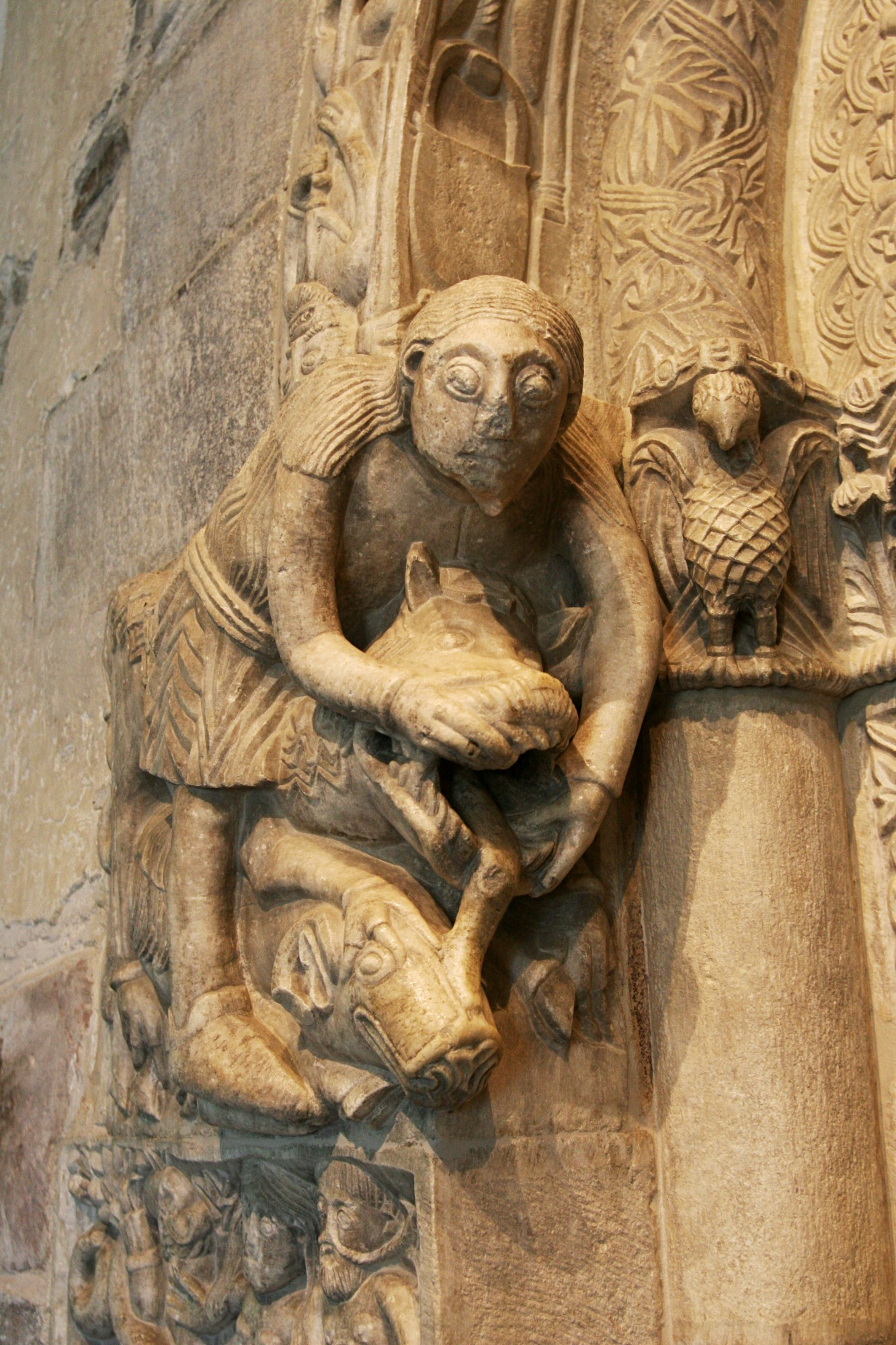
礼拝堂の門（細部）